# Campionato mondiale cadetti di scherma 1992
Il Campionato mondiale cadetti di scherma del 1992 ("1992 World Cadets Fencing Championships") è stato organizzato dalla Federazione internazionale della scherma e si è svolto a Bonn in Germania dal 27 al 28 maggio.
Nel fioretto, si sono aggiudicati i titoli del campionato mondiale l'italiano Lorenzo Taddei, che ha battuto in finale il connazionale Salvatore Sanzo, e la magiara Aida Mohamed che ha avuto la meglio sulla polacca Anna Rybicka.
Nella spada il bielorusso Andrei Murashko ha battuto in finale il tedesco Fabian Schmidt, ottenendo il titolo mondiale cadetti maschile, mentre tra le donne la svedese Jennie Lönnbro ha superato l'italiana Michela Cascioli.
Nella sciabola il magiaro Domonkos Ferjancsik prevale sul francese Herve Carron.

## Podi

### Uomini
| Specialità  | Oro                 | Argento         | Bronzo                           |
| Individuali |                     |                 |                                  |
| Fioretto    | Lorenzo Taddei      | Salvatore Sanzo | Mikhail Krinitsine Matteo Senese |
| Spada       | Andrei Murashko     | Fabian Schmidt  | Andrea Finetti Ahto Klaos        |
| Sciabola    | Domonkos Ferjancsik | Herve Carron    | Giampiero Pastore Tomasz Pigula  |

### Donne
| Specialità  | Oro            | Argento          | Bronzo                           |
| Individuali |                |                  |                                  |
| Fioretto    | Aida Mohamed   | Anna Rybicka     | Gesine Schiel Felicia Zimmermann |
| Spada       | Jennie Lönnbro | Michela Cascioli | Karin Mayer Anna Medynska        |

## Medagliere
| Pos.   | Nazione     | Oro | Argento | Bronzo | Totale |
| ------ | ----------- | --- | ------- | ------ | ------ |
| 1      | Ungheria    | 2   | 0       | 0      | 2      |
| 2      | Italia      | 1   | 2       | 3      | 6      |
| 3      | Bielorussia | 1   | 0       | 0      | 1      |
| 3      | Svezia      | 1   | 0       | 0      | 1      |
| 5      | Germania    | 0   | 1       | 2      | 3      |
| 5      | Polonia     | 0   | 1       | 2      | 3      |
| 7      | Francia     | 0   | 1       | 0      | 1      |
| 8      | Russia      | 0   | 0       | 1      | 1      |
| 8      | Stati Uniti | 0   | 0       | 1      | 1      |
| 8      | Estonia     | 0   | 0       | 1      | 1      |
| Totale | Totale      | 5   | 5       | 10     | 20     |